# SJ Y6 sorozat
A norvég NSB 89 sorozat, vagy más néven a svéd SJ Y6, SJ Y7 és SJ Y8 sorozat egy motorkocsi sorozat volt. Az SJ üzemeltette szinte az összes nem villamosított vonalán. 378 motorkocsit és 321 pótkocsit szállított 1953 és 1961 között a Hägglund & Söner, a Svenska Järnvägsverkstäderna, a Kalmar Mekaniska Verkstad és a Eksjöverken. A motorkocsik villamos változata az SJ X16 és SJ X17. Svédországban az SJ-n kívül a Göteborg-Saro Järnväg is vásárolt öt db-ot 1954-ben. 1981-ben az NSB vásárolt az SJ-től öt motorkocsit, melyet a Flekkefjord Line vonalon használt.

## Változatok
- SJ Y6 - Eredeti típus, 1953 és 1957 között gyártották, sokat közülük később átépítettek vasúti pályafenntartó járművé. Összesen 251 készült belőle.
- SJ Y7 - 1957 és 1960 között gyártottak belőle 122 db-ot.
- SJ Y8 - a sorozat leggyorsabb változata.
- SJ X16 és SJ X17 - az Y6 és az Y7 villamos változata